# Paignton Zoo
Paignton Zoo is een combinatie van een dierentuin en een botanische tuin in Paignton in het Engelse graafschap Devon. De dierentuin is onderdeel van de South West Environmental Parks Ltd, dat eigendom is van het Wild Planet Trust. Deze stichting is ook de eigenaar van Newquay Zoo in Newquay (Cornwall) en het voormalige Living Coasts in Torquay.

## Geschiedenis

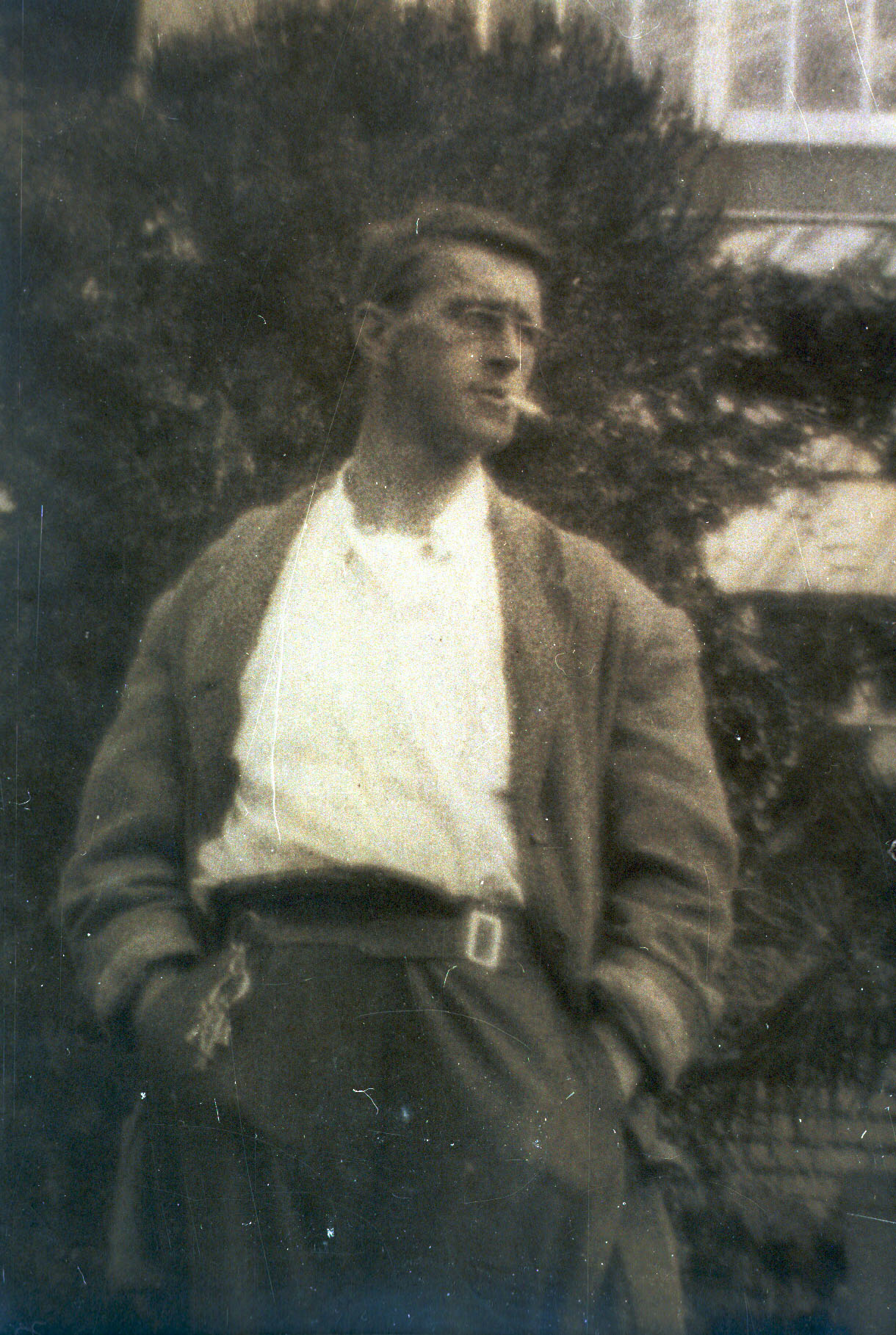
Herbert Whitley

Paignton Zoo was een van de eerste parken in het Verenigd Koninkrijk waar dierentuin en botanische tuin gecombineerd werden. De dierentuin was de eerste die geopend werd met educatie als missie. Het park werd aanvankelijk gestart door Herbert Whitley als privécollectie en in 1923 ging het park voor het eerst open voor publiek. Nadat Whitley in 1955 overleed werd in navolging van zijn testament in 1957 de Herbert Whitley Trust opgericht. Deze stichting zou uiteindelijk de Wild Planet Trust worden, die sinds 1957 de eigenaar is van de dierentuin.
Na verschillende naamsveranderingen werd in 1996 de naam uiteindelijk veranderd in Paignton Zoo Environmental Park. In 2003 kocht de stichting Newquay Zoo in Cornwall en in hetzelfde jaar werd Living Coasts geopend in Torquay, dat inmiddels in 2020 gesloten is.

## Dieren
Paignton Zoo heeft een grote, diverse dierencollectie van bijna 4000 dieren van 235 soorten. De dierentuin beheert de EEP-stamboeken van de zee-eenden, roodstaartamazone, Maleise jaarvogel, damalijster, Sulawesi-kuifmakaak (allen EEP), reuzentoekan en Lygodactylus williamsi (beiden ESB). In totaal nemen 71 dierensoorten deel aan de EEP- en ESB-fokprogramma’s.
Enkele opmerkelijke soorten zijn westelijke laaglandgorilla’s, Borneose orang-oetans, Sumatraanse tijgers, Aziatische leeuwen, Cubaanse krokodillen, zwarte neushoorns,  Hartmanns bergzebra’s, mierenegels, noordereilandkiwi’s en komodovaranen.

## Botanische tuin

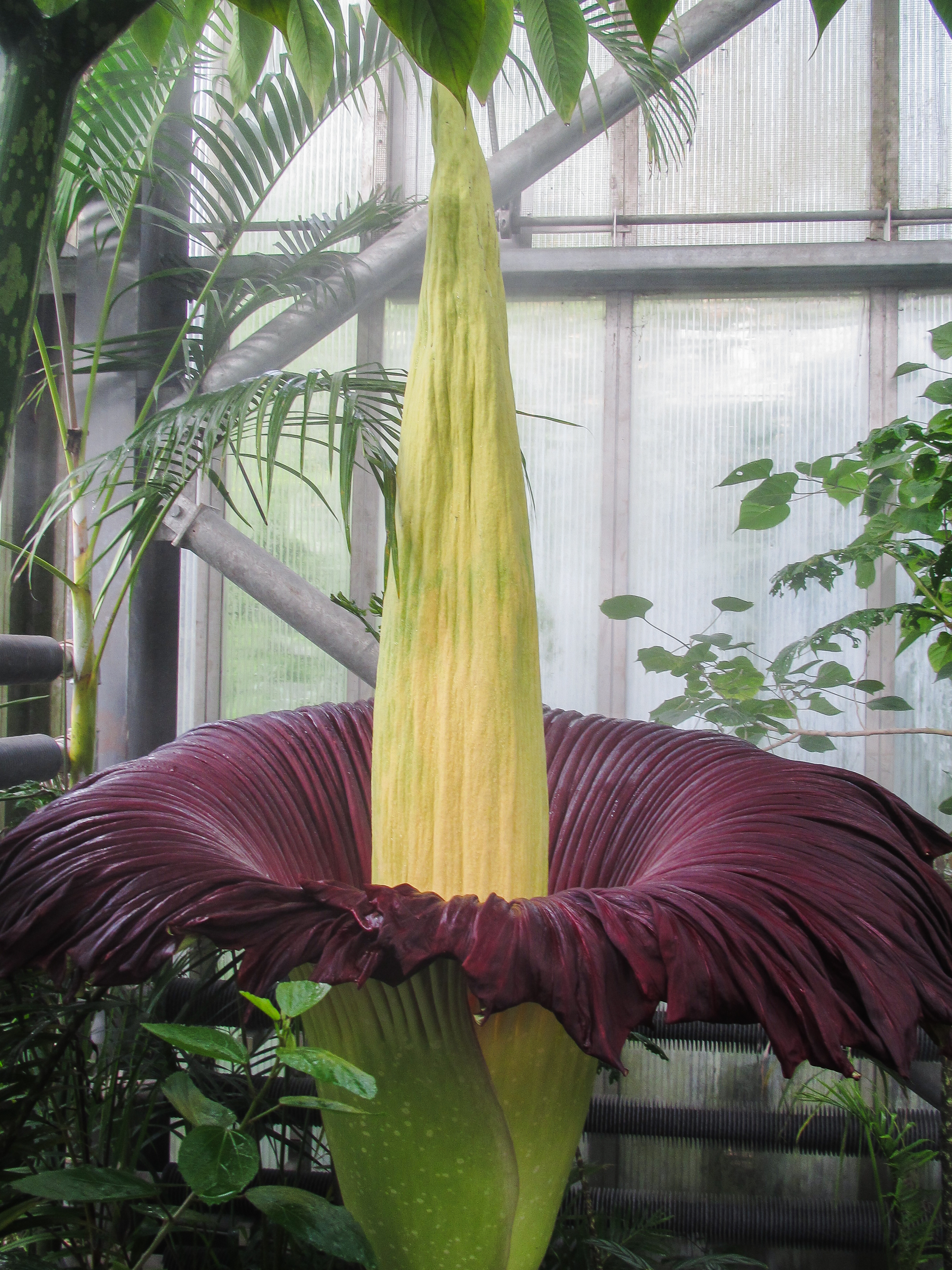
Reuzenaronskelk in bloei in Paignton Zoo in 2018

Paignton Zoo is ook een botanische tuin met een plantencollectie van meer dan 4000 geregistreerde geslachten, waaronder een grote collectie van bomen, struiken en planten uit gematigde klimaten, gerangschikt op habitat. In de overdekte kweekruimtes worden planten van over de hele wereld gekweekt, van bedreigde cactussoorten in het Desert House tot de reuzenaronskelk, reuzenbamboe en waterlelies in het Tropical House.

## Varia
- In 2017 en 2018 waren er bij CBBC twee seizoenen van de serie The Zoo te zien. In deze serie wordt het dagelijks leven van de dieren in Paignton Zoo en Living Coasts gevolgd, met een komische twist doordat de dieren kunnen praten, te vergelijken met André van Duin’s Animal Crackers.[6]
- In 2003 deden leraren en studenten van de Universiteit van Plymouth MediaLab Arts een test met echte apen in Paignton Zoo om de stelling van de eindeloos typende apen te onderzoeken. Ze zetten gedurende een maand een toetsenbord in de nabijheid van zes kuifmakaken in de dierentuin om zo te stelling te onderzoeken.[7]